# Max Bense

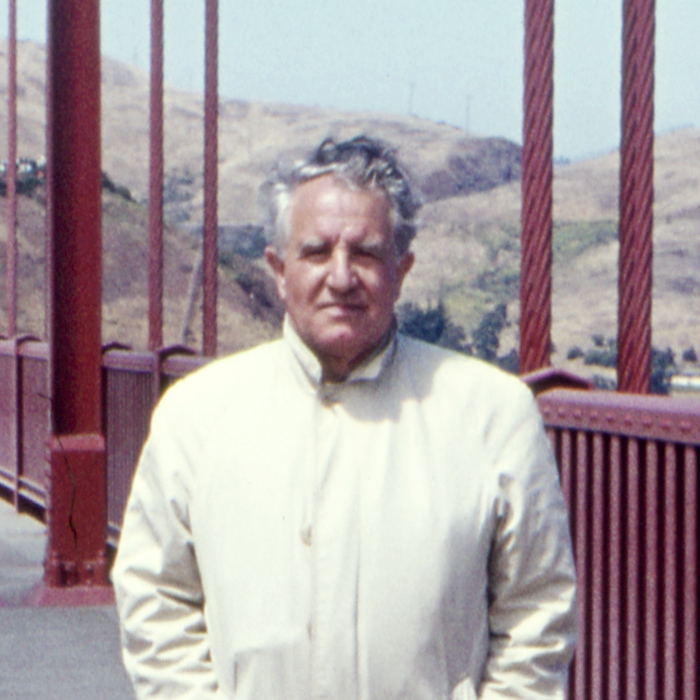
Max Bense, San Francisco 1969

Max Otto Bense (* 7. Februar 1910 in Straßburg; † 29. April 1990 in Stuttgart) war ein deutscher Philosoph, Schriftsteller und Publizist. Er trat durch Arbeiten zur Wissenschaftstheorie, Logik, Ästhetik und Semiotik hervor.

## Leben
Max Bense wurde als Sohn des Offizierstellvertreters und späteren Oberregierungsinspektors Otto Bense und dessen Frau Minna, geb. Roth, in Straßburg geboren. Seine frühe Kindheit verbrachte er in Straßburg, wo er bis November 1918 die Oberrealschule besuchte. Nach der Ausweisung der Familie aus Elsaß-Lothringen besuchte Bense die Volksschule in Nordgermersleben, Neuhaldensleben und Köln-Bayenthal sowie die Oberrealschule in Köln-Humboldtstraße. Das Abitur erwarb er als Externer an der Oberrealschule Köln-Kalk. Von 1930 bis 1933 studierte er Physik, Mathematik, Philosophie und Geologie an der Universität Bonn. Im Dezember 1932 bestand er sein physikalisches Verbandsexamen und studierte anschließend Physik und Mineralogie an der Universität zu Köln. Seit 1934 arbeitete er als Pressemitarbeiter und schrieb Beiträge für Zeitungen, Zeitschriften und Rundfunk, für den er auch Hörspiele schrieb. Im Dezember 1937 wurde er in Bonn bei Oskar Becker mit einer Dissertation über Quantenmechanik und Daseinsrelativität zum Dr. phil. nat. promoviert. Bense gehörte in den 1930er Jahren zur Rheinischen Gruppe.
Den von Max Scheler übernommenen Begriff Daseinsrelativität verwendete er, um zu erklären, dass neue Theorien nicht zugleich der klassischen Wissenschaft widersprechen müssen. Bense, erklärter Gegner des Nationalsozialismus, opponierte damit bewusst gegen die Deutsche Physik des NS-Staates, die die Relativitätstheorie wegen der jüdischen Herkunft Albert Einsteins ablehnte. Eine Habilitation wurde ihm darum verwehrt. Daran ändert auch seine Reverenz an den völkischen Zeitgeist nichts. Er floh 1948 vor der politischen Entwicklung der SBZ nach Boppard und wurde 1949 zum Gastprofessor und 1950 zum außerordentlichen Professor an die Technische Hochschule Stuttgart (seit 1967: Universität Stuttgart) für Philosophie und Wissenschaftstheorie berufen. 1955 entfachte Bense eine Kontroverse um mythologisierende Tendenzen in der deutschen Nachkriegskultur. Daraufhin wurde er zum Ziel öffentlicher Polemiken. Dies zögerte seine Berufung zum ordentlichen Professor bis 1963 hinaus. 1978 wurde er emeritiert.
Bense war dreimal verheiratet und hatte insgesamt fünf Kinder. In seiner dritten Ehe war Max Bense seit 1988 mit Elisabeth Walther-Bense verheiratet.
Max Bense starb 1990 und wurde auf dem Dornhaldenfriedhof bestattet.

## Wirken
Benses Denken verband Naturwissenschaften, Kunst und Philosophie unter einer gemeinsamen Perspektive und verfolgte eine Definition von Rationalität, die als existentieller Rationalismus die Trennung zwischen geistes- und naturwissenschaftlichem Denken aufzuheben anstrebte. Ab 1938 arbeitete Bense zunächst als Physiker der Bayer AG in Leverkusen, im Zweiten Weltkrieg war er Soldat, zunächst als Meteorologe, dann als Medizintechniker in Berlin und Georgenthal, wo er nach Kriegsende kurzzeitig Bürgermeister wurde. 1945 berief ihn die Universität Jena zum Kurator (Universitätskanzler) und ermöglichte ihm an der Sozial-Pädagogischen Fakultät die (wahrscheinlich) kumulative Habilitation, der 1946 eine Berufung zum außerordentlichen Professor für philosophische und wissenschaftliche Propädeutik folgte. Daneben wirkte Bense von 1953 bis 1958 an der Ulmer Volkshochschule bzw. an der dortigen Hochschule für Gestaltung und hatte in den Jahren 1958 bis 1960 und 1966/1967 Gastprofessuren an der Hamburger Hochschule für bildende Künste inne. 1965 kandidierte er für die Deutsche Friedens-Union erfolglos zum Deutschen Bundestag.

## Philosophie

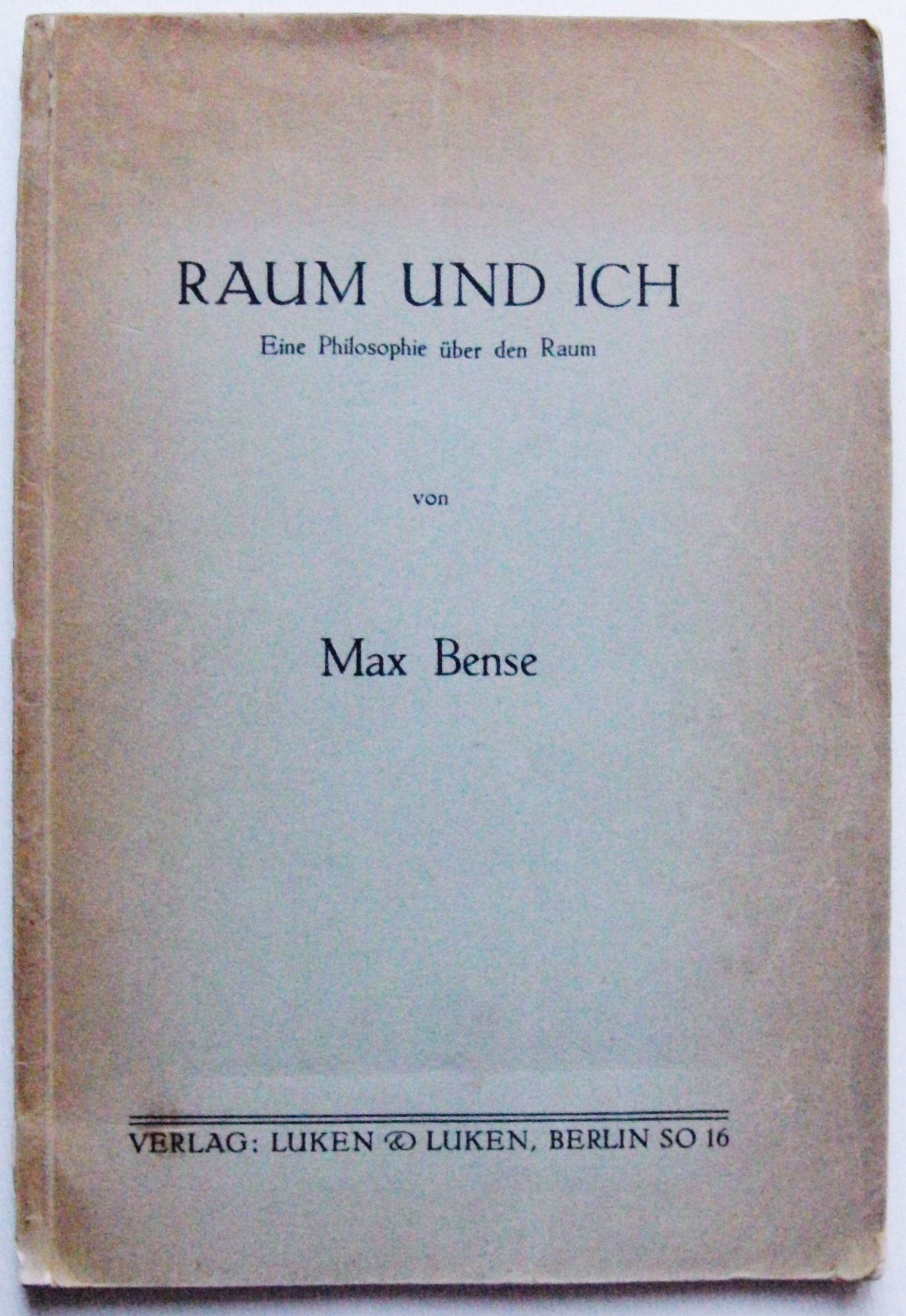
„Raum und Ich“, Benses erste Publikation (Berlin 1934)

### Mathematik in Kunst und Sprache
Bereits in seiner ersten Veröffentlichung „Raum und Ich“ (1934) verbindet Bense die theoretische Philosophie mit Mathematik, Semiotik und Ästhetik; dies blieb sein thematischer Schwerpunkt. Er formulierte hier erstmals eine rationale Ästhetik, die das Sprachmaterial – Worte, Silben, Phoneme – als statistisches Sprachrepertoire definiert und sich gegen eine auf Bedeutung beruhende Literatur stellt. In Umkehrung befasste sich Bense auch mit dem Begriff des Stils, den er nach Gottfried Wilhelm Leibniz’ Mathesis Universalis auf die Mathematik anwandte, eine universelle Beschreibungssprache entwarf. „Die Mathematik in der Kunst“ (1949) wurde sein Ausgangspunkt, mathematische Formprinzipien in der Kunstgeschichte zu erforschen. Daraus entwickelte Bense eine Perspektive, den mathematischen Geist in Sprachkunstwerken zu sehen, vor allem in Metrik und Rhythmik. Benses Überlegungen gingen vom Zusammenhang eines mathematischen und eines sprachlichen Bewusstseins aus, die gemeinsam entstanden und zueinander ergänzenden Denkformen gewachsen sind. Die atomistischen Strukturen der beiden Sprachformen sah er als gleichwertig an, die aus nicht deutbaren Grundelementen (Zeichen) und Regeln bzw. Operatoren eine Bedeutung tragende, Information vermittelnde und stilistisch geformte Sprache ermöglichen; die ästhetische und die semantische Information betrachtete er als generell getrennt und erst durch ihren Gebrauch definiert. Dies stellte zugleich die erste deutsche Rezeption Ludwig Wittgensteins in der Ästhetik dar. Einige seiner Erkenntnisse basieren auf den Untersuchungen des amerikanischen Mathematikers George David Birkhoff. So sind einige Termini wie z. B. „Redundanz“ und „Entropie“ mit „Ordnungsmaß“ und dem „Materialverbrauch“ aus Birkhoffs Ästhetikforschung gleichzusetzen.

### Technik und Ethik
Die Zerstörung der sozialen und intellektuellen bürgerlichen Welt seit Beginn des 20. Jahrhunderts betrachtete Bense als Parallele zur Zerstörung der Seinsauffassungen (Ontologie) in der Philosophie; die natürliche Welt sah er durch eine künstliche ersetzt. Als damalige Vorläufer des Computerzeitalters analysierte Bense auch die arbeitsweltlichen, technischen Erscheinungen menschlicher Existenz; anders als manche Zeitgenossen sah er in der Maschine ein reines Produkt menschlicher Intelligenz mit Algorithmen als Grundlage, stellte aber früh ethische Fragen, die erst in der Technikethik der folgenden Jahrzehnte diskutiert wurden. Seine von Walter Benjamin beeinflusste pragmatische Sichtweise der Technik ohne Fortschrittsglauben und -ablehnung trug ihm die Kritik Adornos ein – und damit erneut die Rolle der Opposition.

### Strukturanalyse von Sprache
Angeregt von der frühen Informatik und der Beschäftigung mit elektronischen Rechenanlagen, aber auch von der Semiotik von Peirce und von Wittgensteins Konzept des Sprachspiels, versuchte Bense die traditionelle Anschauung über literarische Texte zu relativieren bzw. zu erweitern. Darin war er einer der ersten Kulturphilosophen, die die technischen Möglichkeiten des Computers in ihr Denken einbezogen und sie interdisziplinär erforschten. Er analysierte sprachliche Phänomene statistisch und topologisch, unterzog sie zeichen-, informations- und kommunikationstheoretischen Fragen und bediente sich dabei strukturalistischer Denkansätze. Dadurch wurde Bense zum ersten Theoretiker der Konkreten Poesie, die Eugen Gomringer 1953 begann und z. B. Helmut Heißenbüttel, Claus Bremer, Reinhard Döhl, Ludwig Harig und Franz Mon zu weiteren Experimenten anregte und die auch auf die Sprachzerlegungen Ernst Jandls wirkte (siehe auch Stuttgarter Gruppe/Schule).

### Diskussion mit Schriftstellern
Bense begnügte sich bei seiner Beschäftigung mit Literatur und literarischer Sprache nicht nur mit theoretischen Überlegungen; er stand in engem Kontakt mit Autoren wie Alfred Andersch, Gottfried Benn und Arno Schmidt. Seine Analogiebildungen zur Bildenden Kunst trugen wesentlich zum Verständnis von Kubismus und Dadaismus bei.

### Wissenschaftsverständnis
Als Wissenschaftstheoretiker vertrat Bense den synthetischen Bildungsbegriff, in dem klassischer Humanismus und moderne Technologie einander konstruktiv ergänzen. Aus dieser Wissenschaftsauffassung erhoffte er sich gleichermaßen fortschrittliche Erkenntnisse, die stets ethisch zu hinterfragen sind, wie auch die Vermeidung von Regression. Bense sprach sich damit für die Aufklärung aus und stellte sich selbst in diese Tradition. Nach 1964 übertrug Bense seine Theorien von visueller Kunst auf Bildschirmmedien. Damit lassen sich die frühen medienwissenschaftlichen Überlegungen zum Internet, insbesondere das Konzept der Netzliteratur auf ihn zurückführen.

## Trivia
CDU-Politiker in Stuttgart fühlten sich von Bense so provoziert, dass sie der TH Stuttgart eine zweite Philosophie-Professur nur unter der Auflage bewilligten, dass sie mit einem christlich orientierten Philosophen zu besetzen sei.

## Hörspiel
In Zusammenarbeit mit dem Schriftsteller Ludwig Harig (1927–2018) entwickelte Max Bense das Hörspiel Der Monolog der Terry Jo, das von Klaus Schöning realisiert wurde. Es besteht aus einem Monolog und Aussagen, die einen Kriminalfall betreffen. „Der Monolog ist das Selbstgespräch eines Mädchens, das in der Bewußtlosigkeit beginnt und im vollen Bewußtsein endet. Die Aussagen sind Zeugnisse von Menschen, die in voller Klarheit des betreffenden Falles beginnen und in der Unklarheit von Widersprüchen enden. Beide, Monolog und Aussagen, vermitteln zusammen genommen die eindeutige Darstellung eines Verbrechens.“

## Ausstellungen
- 2010: Bense und die Künste, Zum 100. Geburtstag des Philosophen.[8] Zentrum für Kunst und Medientechnologie (ZKM), Karlsruhe
- 1987: Der Monolog der Terry Jo documenta 8, Kassel

## Ehrungen
Das Max-Bense-Forum, ein Veranstaltungsraum der Stadtbibliothek Stuttgart, ist nach Max Bense benannt.

## Publikationen
- Raum und Ich. Eine Philosophie über den Raum. Luken & Luken, Berlin 1934
- Aufstand des Geistes. Eine Verteidigung der Erkenntnis. Deutsche Verlags-Anstalt, Stuttgart 1935
- Anti-Klages oder Von der Würde des Menschen. Widerstandsverlag (Anna Niekisch), Berlin 1937
- Kierkegaard-Brevier. Insel, Leipzig 1937
- Quantenmechanik und Daseinsrelativität. Eine Untersuchung über die Prinzipien der Quantenmechanik und ihre Beziehung zu Schelers Lehre von der Daseinsrelativität der Gegenstandsarten. Welzel, Köln 1938 (Zugl.: Bonn, Univ., Diss., 1937 u.d.T.: Quantenmechanik und Daseinsrelativität).
- Vom Wesen deutscher Denker oder Zwischen Kritik und Imperativ. Oldenbourg, München/Berlin 1938
- Die abendländische Leidenschaft oder Zur Kritik der Existenz. Oldenbourg, München/Berlin 1938
- Geist der Mathematik. Abschnitte aus der Philosophie der Arithmetik und Geometrie. Oldenbourg, München/Berlin 1939
- Aus der Philosophie der Gegenwart. Staufen, Köln 1940
- Einleitung in die Philosophie. Eine Einübung des Geistes. Oldenbourg, München 1941
- Sören Kierkegaard. Leben im Geist. Hoffmann und Campe, Hamburg 1942
- Physikalische Welträtsel. Ein Buch von Atomen, Kernen, Strahlen und Zellen. Staufen, Köln 1942
- Briefe großer Naturforscher und Mathematiker. Staufen, Köln 1943
- Das Leben der Mathematiker. Bilder aus der Geistesgeschichte der Mathematik. Staufen, Köln 1944
- Über Leibniz. Leibniz und seine Ideologie. Der geistige Mensch und die Technik. Rauch, Jena 1946
- Konturen einer Geistesgeschichte der Mathematik. Die Mathematik und die Wissenschaften. (2 Bände) Claassen & Goverts, Hamburg 1946–1949
- Philosophie als Forschung. Staufen, Köln 1947
- Umgang mit Philosophen. Essays. Staufen, Köln 1947
- Hegel und Kierkegaard. Eine prinzipielle Untersuchung. Staufen, Köln 1948
- Von der Verborgenheit des Geistes. Habel, Berlin 1948
- Was ist Existenzphilosophie? Butzon & Bercker, Kevelaer 1949
- Moderne Naturphilosophie. Butzon & Bercker, Kevelaer 1949
- Technische Existenz. Essays. Deutsche Verlags-Anstalt, Stuttgart 1949
- Geschichte der Wissenschaften in Tabellen. Butzon&Bercker, Kevelaer 1949
- Literaturmetaphysik. Der Schriftsteller in der technischen Welt. Deutsche Verlags-Anstalt, Stuttgart 1950
- Ptolemäer und Mauretanier oder Die theologische Emigration der deutschen Literatur. Kiepenheuer & Witsch, Köln/Berlin 1950
- Was ist Elektrizität? Butzon & Bercker, Kevelaer 1950
- Die Philosophie. Suhrkamp, Frankfurt/Main 1951
- Plakatwelt. Vier Essays. Deutsche Verlags-Anstalt, Stuttgart 1952
- Die Theorie Kafkas. Kiepenheuer & Witsch, Köln/Berlin 1952
- Der Begriff der Naturphilosophie. Deutsche Verlags-Anstalt, Stuttgart 1953
- Aesthetica (I). Metaphysische Beobachtungen am Schönen. Deutsche Verlags-Anstalt, Stuttgart 1954
- Descartes und die Folgen (I). Ein aktueller Traktat. Agis, Krefeld/Baden-Baden 1955
- Aesthetica (II). Aesthetische Information. Agis, Baden-Baden 1956
- Rationalismus und Sensibilität. Präsentationen. (Mit Elisabeth Walther) Agis, Krefeld/Baden-Baden 1956
- Aesthetica (III). Ästhetik und Zivilisation. Theorie der ästhetischen Zivilisation. Agis, Krefeld/Baden-Baden 1958
- Kunst und Intelligenz als Problem der Moderne. Kulturamt, Dortmund 1959
- Aesthetica (IV). Programmierung des Schönen. Allgemeine Texttheorie und Textästhetik. Agis, Krefeld/Baden-Baden 1960
- Grignan-Serie. Beschreibung einer Landschaft. Der Augenblick, Stuttgart 1960
- Descartes und die Folgen (II). Ein Geräusch in der Straße. Agis, Krefeld/Baden-Baden 1960
- Die Idee der Politik in der technischen Welt. Kulturamt, Dortmund 1960
- aprèsfiche für uns hier und für andere von Max Bense. Werbung für „Rheinlandschaft“. Burkhardt, Stuttgart 1961
- Bestandteile des Vorüber. Dünnschliffe Mischtexte Montagen. Kiepenheuer & Witsch, Köln 1961
- Rosenschuttplatz. (Mit Clytus Gottwald) Mayer, Stuttgart 1961
- Reste eines Gesichtes. (Mit Karl-Georg Pfahler). Mayer, Stuttgart 1961
- Entwurf einer Rheinlandschaft. Kiepenheuer & Witsch, Köln/Berlin 1962
- theorie der texte. Eine Einführung in neuere Auffassungen und Methoden. Kiepenheuer & Witsch, Köln 1962
- Theorie der Texte. Eine Einführung in neuere Auffassungen und Methoden. Neuauflage des Textes von 1962, mit einem Vorwort von Anja Ohmer. (Aspekte der Avantgarde, Band 7) Berlin: Weidler-Verlag, ISBN 3-89693-435-X (02/2006)
- Die präzisen Vergnügen. Versuche und Modelle. Limes, Wiesbaden 1964
- Aesthetica. Einführung in die neue Aesthetik. Agis, Baden-Baden 1965
- Zufällige Wortereignisse. Mayer, Stuttgart 1965
- Brasilianische Intelligenz. Eine cartesianische Reflexion. Limes, Wiesbaden 1965
- jetzt. Mayer, Stuttgart 1965
- tallose berge. Mayer, Stuttgart 1965
- Ungehorsam der Ideen. Abschließender Traktat über Intelligenz und technische Welt. Kiepenheuer & Witsch, Köln/Berlin 1965
- zusammenfassende grundlegung moderner ästhetik. galerie press, St. Gallen 1966
- Epische Studie zu einem epikureischen Doppelspiel. Hake, Köln 1967
- Die Zerstörung des Durstes durch Wasser. Einer Liebesgeschichte zufälliges Textereignis. Kiepenheuer & Witsch, Köln 1967
- Semiotik. Allgemeine Theorie der Zeichen. Agis, Baden-Baden 1967
- kleine abstrakte ästhetik. edition rot, Stuttgart 1969
- Einführung in die informationstheoretische Ästhetik. Grundlegung und Anwendung in der Texttheorie. Rowohlt, Reinbek 1969
- Artistik und Engagement. Präsentation ästhetischer Objekte. Kiepenheuer & Witsch, Köln 1970
- Existenzmitteilung aus San Franzisko. Hake, Köln 1970
- nur glas ist wie glas. werbetexte. Wolfgang Fietkau Verlag, Berlin 1970
- Die Realität der Literatur. Autoren und ihre Texte. Kiepenheuer & Witsch, Köln 1971
- Zeichen und Design. Semiotische Ästhetik. Agis, Baden-Baden 1971
- Wörterbuch der Semiotik. (Mit Elisabeth Walther) Kiepenheuer & Witsch, Köln 1973
- Semiotische Prozesse und Systeme in Wissenschaftstheorie und Design, Ästhetik und Mathematik. Semiotik vom höheren Standpunkt. Agis, Baden-Baden 1975
- Vermittlung der Realitäten. Semiotische Erkenntnistheorie. Agis, Baden-Baden 1976
- Das Auge Epikurs. Indirektes über Malerei. Deutsche Verlags-Anstalt, Stuttgart 1979
- Die Unwahrscheinlichkeit des Ästhetischen und die semiotische Konzeption der Kunst. Agis, Baden-Baden 1979
- Axiomatik und Semiotik in Mathematik und Naturerkenntnis. Agis, Baden-Baden 1981
- Zentrales und Occasionelles. Poetische Bemerkungen. Edition Künstlerhaus, Stuttgart 1981
- Das Universum der Zeichen. Essays über die Expansionen der Semiotik. Agis, Baden-Baden 1983
- Das graue Rot der Poesie. Gedichte. Agis, Baden-Baden 1983
- Kosmos Atheos. Gedichte. Agis, Baden-Baden 1985
- Repräsentation und Fundierung der Realitäten. Fazit semiotischer Perspektiven. Agis, Baden-Baden 1986
- Nacht-Euklidische Verstecke. Poetische Texte. Agis, Baden-Baden 1988
- Poetische Abstraktionen. Gedichte und Aphorismen. Manus Presse, Stuttgart 1990
- Der Mann, an den ich denke. Ein Fragment. (Aus dem Nachlass hrsg. von Elisabeth Walther) edition rot, Stuttgart 1991
- Die Eigenrealität der Zeichen. (Aus dem Nachlass hrsg. von Elisabeth Walther) Agis, Baden-Baden 1992
- Ausgewählte Schriften in vier Bänden. Herausgegeben von Elisabeth Walther. Bd. 1: Philosophie. Bd. 2: Philosophie der Mathematik, Naturwissenschaft und Technik. Bd. 3: Ästhetik und Texttheorie. Bd. 4: Poetische Texte. Metzler Verlag, Stuttgart 1997/98